# Костоеды
Костоеды (лат. Necrobia) — род жесткокрылых насекомых семейства пестряков.

## Описание
Последний членик обеих пар щупиков овальный. Булава усиков большая, широкая, плотная; последний членик её равен по длине двум предыдущим члениками вместе взятым.

## Систематика
В составе рода три ныне живущих и два ископаемых вида:
- † Necrobia divinatoria Wickham 1914
- Necrobia ruficollis (Fabricius, 1775) — Костоед красногрудый[5]
- Necrobia rufipes (Fabricius, 1781) — Костоед красноногий[5]
- † Necrobia sibylla Wickham 1914
- Necrobia violacea (Linnaeus, 1758) — Костоед синий[5]